# Corral del Salvador
El Corral del Salvador és un corral ramader del terme municipal de Tremp, a l'antic terme de Fígols de Tremp, al Pallars Jussà.
Està situat al fons, al nord, de la vall d'Eroles, al nord del poble d'aquest nom i a l'oest-nord-oest del de Sant Adrià. De fet, és més a prop d'aquest darrer poble, però sense comunicació directa. És al nord-oest de les Masies de Perantoni.